# Indrajit Singh
Indrajit Singh (ur. 19 kwietnia 1988) – hinduski lekkoatleta, specjalizujący się w pchnięciu kulą. 
W 2013 był czwarty na mistrzostwach Azji oraz zdobył srebrny medal uniwersjady. Brązowy medalista igrzysk azjatyckich w Inczonie (2014). W 2015 został mistrzem Azji oraz wywalczył złoto uniwersjady.
Rekordy życiowe: stadion – 20,65 (2 maja 2015, Mangaluru).

## Osiągnięcia
| Rok  | Impreza             | Miejsce | Pozycja     | Wynik |
| ---- | ------------------- | ------- | ----------- | ----- |
| 2013 | Mistrzostwa Azji    | Pune    | 4. miejsce  | 18,70 |
| 2013 | Uniwersjada         | Kazań   | 2. miejsce  | 19,70 |
| 2014 | Igrzyska azjatyckie | Inczon  | 3. miejsce  | 19,63 |
| 2015 | Mistrzostwa Azji    | Wuhan   | 1. miejsce  | 20,41 |
| 2015 | Uniwersjada         | Gwangju | 1. miejsce  | 20,27 |
| 2015 | Mistrzostwa świata  | Pekin   | 11. miejsce | 19,52 |